# 스마트 성장
스마트 성장(영어: Smart Growth)은 도시의 확산을 막고, 대중교통을 중심으로 보행자와 자전거가 다니기에 편하고, 학교와 완벽한 시가지를 포함한 다양한 주거형태를 갖춘 복합개발을 목표로 하는, 걷기 중심으로 집적된 도시 개발과 교통 계획 이론을 말한다.
스마트 성장이라는 용어는 주로 미국에서 쓰는데, 영국 등의 유럽은 정부 정책의 영향을 받아 비슷한 뜻인 압축 도시(Compact City) 혹은 도시 강화(urban intensification) 등의 용어를 쓴다.
스마트 성장은 단기간 효과보다 지역의 지속 가능한 장기 계획에 가치를 둔다. 운송, 고용과 주거 선택 범위의 확장, 개발에 따른 비용 편익의 공평한 분배, 자연과 문화 자원 보존과 증진, 공중 보건 향상 등 그 지역 공동체의 가치를 이루는 것을 목표로 하고 있다.

## 개념
스마트 성장의 개념은 새로운 지침을 만든 도시계획가이자 창의적인 건축가, 미래를 보는 개발자, 공동체 활동가와 역사 보존주의자들에 의해 지난 10~20년 동안 정립되었다. 스마트 성장이라는 용어는 미국 주정부와 연방정부에서 법제화 되고 있다. 여러 가지 의미로 쓰이지만 기본 개념은 비슷하고 강조하는 부분이 각각 다를 뿐이다.

## 기본 원칙
스마트 성장 네트워크는 미국 내 이웃, 마을, 지역을 서로 묶어 스마트 성장을 이끄는 민간, 공공과 비정부 협업조직을 서로 엮어주는 일을 하고 있다.
2002년 미국 “국제 도시/주 관리 연합”에서 발표한 “스마트 성장의 이해”에서 다음과 같이 정의하고 있다.
1. 토지의 혼합 이용: 상업, 주거, 오락, 교육 등의 자전거를 타거나 걸어서 쉽게 갈 수 있는 이웃이나 장소 등을 말한다.
2. 압축 건축 설계 기법 활용: 지난 20년간 미국에서는 세배나 빠른 속도로 토지를 개발해왔는데 이는 용도지역 제나 감세조치 등으로 주택이 커진 영향이 크다. 집적된 도시는 이웃간 걸어서 만날 기회를 높이고, 하수설비 등의 도시기반 시설을 줄여 자연 환경도 보존할 수 있다.
3. 다양한 주거방식 선택기회 제공: 노인이나 저소득 계층 등 다양한 가구가 인근지역에 함께 살 수 있도록 하여 사회 기반시설을 효과적으로 사용할 수 있도록 한다.
4. 이웃간 걸어서 갈 수 있게 만듦: 서로 접근성을 높여서 차량 이용 감소에 따른 반 환경 영향을 줄이고, 경제 발전과 사회 소통을 통해 튼튼한 공동체 구성
5. 강한 장소성을 가진 특별하고 매력적인 공동체 구성
6. 공개공지, 농장, 자연적인 아름다움과 주요 환경 보존
7. 기존 공동체 지원 및 직접 개발
8. 다양한 교통수단 선택
9. 고효율의 공정하고 예측 가능한 개발 계획
10. 공동체나 협의체의 개발계획 장려

## 같이 보기
- 압축 도시